# Esperándote
Esperándote é uma telenovela mexicana, produzida pela Televisa e exibida em 1985 pelo El Canal de las Estrellas. 
Foi protagonizada por Rebeca Rambal e José Elías Moreno com a atuação infantil da menina Nayelli Saldívar.

## Enredo
Margarita e Pablo são um casal jovem que vive numa granja fora de Taxco. Seu casamento está em crise, pois ambos querem um filho mas Margarita não pode tê-los. Como a crise está para levá-los à beira do divórcio, decidem adotar uma menina. Assim chega María Inés a suas vidas.
Gusanito como lhe chamam carinhosamente, é uma doce, terna e inteligente menina órfã quem por fim sente a dita de conhecer o que é um verdadeiro lar. No entanto, Margarita num princípio desprezá-la-á pois ela não é sua filha biológica senão só uma adotada. Ainda assim, Gusanito ganha-se o carinho de Pablo e de todos na granja, como os peões Celso e Juancho. Com grande entusiasmo dedica-se a ajudar em todo o que possa, e começa a assistir à escola. E Margarita ir-se-á dando conta do muito que vale a menina e que é a filha que sempre esperou, e chegá-la-á a querer como se fosse própria.

## Elenco
- Rebeca Rambal - Margarita Moreno
- José Elías Moreno - Pablo Moreno
- Nayelli Saldívar - María Inés Moreno "Gusanito"/María Inés Noriega
- Jaime Lozano - Celso
- Salvador Sánchez - Juancho
- Diana Bracho - Isabel
- Antonio Medellín - Federico Noriega
- Patricia Reyes Spíndola - Refugio
- Alonso Echánove - Eduardo
- Lucero Lander - Martha
- Gibrán - Francisco
- Patricia Panini - Ángela
- Carmen Rodríguez - Adriana
- Mariana Chaja - Anita
- César Adrián Sánchez - Alfonsito
- Lili Inclán - Anciana
- Enrique Gilabert - Padre Simón
- Ligia Escalante - Sra. Miranda
- Laura Morty - Sra. Martínez
- Eduardo Castell - Sacristán
- Eugenio Cobo - Dr. Millán
- Humberto Velez - Sr. Martínez

## Prêmios e indicações

### TVyNovelas
| Categoria               | Indicado(a)      | Resultado |
| ----------------------- | ---------------- | --------- |
| Melhor ator principal   | Antonio Medellín | Indicado  |
| Melhor atuação infantil | Nayelli Saldívar | Venceu    |
| Melhor direção de cena  | Miguel Córcega   | Indicado  |